# برد برانسون
برد برانسون (انگلیسی: Brad Branson؛ زادهٔ ۲۴ سپتامبر ۱۹۵۸) بازیکن بسکتبال اهل ایالات متحده آمریکا است.
از باشگاه‌هایی که در آن بازی کرده‌است می‌توان به باشگاه بسکتبال رئال مادرید، ایندیانا پیسرز، کلیولند کاوالیرز، و باشگاه بسکتبال والنسیا اشاره کرد.